# Montblanc
Montblanc International GmbH er et tysk firma som udvikler eksklusive fyldepenne og ure.
Firmaet har i efterhånden mange år udviklet ekstremt eksklusive skriveredskaber. De er især kendt for deres verdensberømte serie af skriveredskaber ved navn Meisterstück (Masterpiece). Disse fyldepenne, kuglepenne, ballpoints og stiftblyanter er eksempelvis udført i resin og 14k guld. Mest kendte Meisterstück er modellen 149 (fås kun som fyldepen), der typisk er den som statsoverhoveder bruger til at underskrive med. Prisen for denne er omkring 5.500 kr. fra ny, mens mindre modeller kan erhverves for ned til ca. 2.000 kr. Udover Meisterstück fremstiller Montblanc også en lang række andre modeller.
Montblanc er især kendt for deres lille hvide stjerne som præger alle firmaets penne. Denne "stjerne" er symboliserer toppen af Europas højeste bjerg Mont Blanc.
Også på Montblancs fyldepenshoveder kan man se forbindelsen til "det hvide bjerg". På hvert enkelt fyldepenshoved er der nemlig indgraveret tallet '4810' hvilket er højden på bjerget Mont Blanc.
For danskere kan det være interessant at Montblanc har haft en dansk produktion, hvor det nok især er den røde stiftblyant som er kendt.
I dag laver Montblanc alle mulige forskellige former for skriveinstrumenter, men producerer samtidig også andre luksusprodukter såsom ure, smykker, lædervarer, parfumer og mange andre ting.
Af andre skriveinstrumentsprodukter fra Montblanc kan bl.a. nævnes serien "Etoile de Montblanc", hvor den lille hvide stjerne i stedet er erstattet af en lille 0,06 karat stjerneformet diamant. Denne serie er dog kun udviklet til kvinder.